# Krasnogorsk (caméra)
Pour les articles homonymes, voir Krasnogorsk.

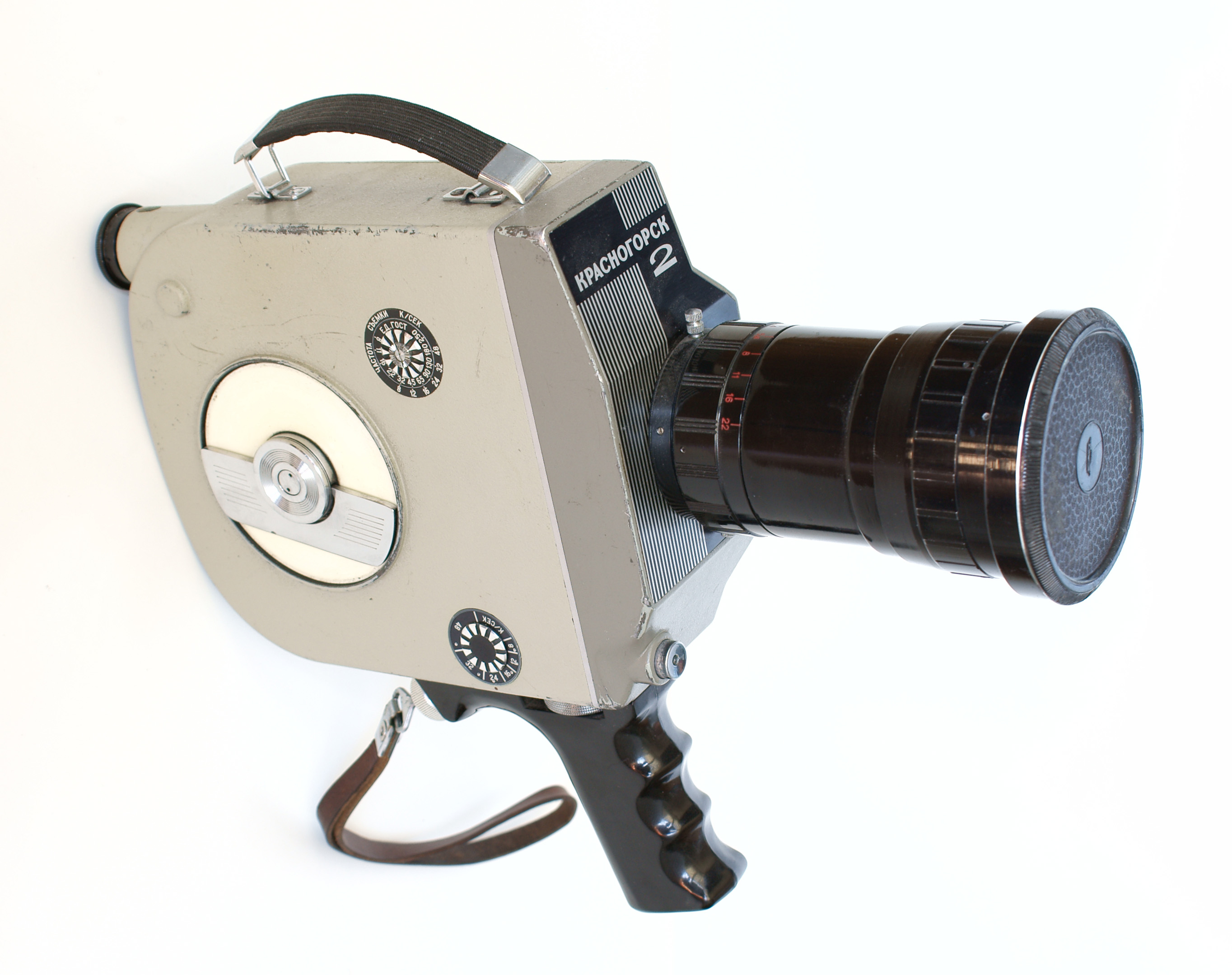
Krasnogorsk-2

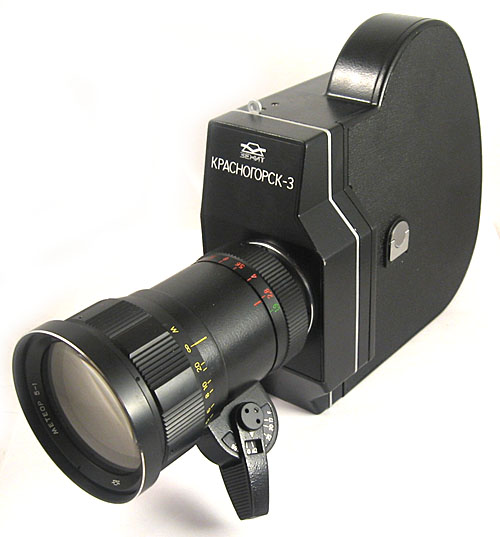
Krasnogorsk-3

Krasnogorsk (Красногорск) est une marque de caméra soviétique. Son modèle le plus connu est la Krasnogorsk-3.